# عرض الحدة (حزم العدين)

تعديل مصدري - تعديل

عرض الحدة محلة تابعة لقرية وادي عظمان، التابعة لعزلة حقين بمديرية حزم العدين إحدى مديريات محافظة إب في الجمهورية اليمنية، بلغ تعداد سكانها 101 حسب تعداد اليمن لعام 2004.